# Grădina Zoologică Schönbrunn

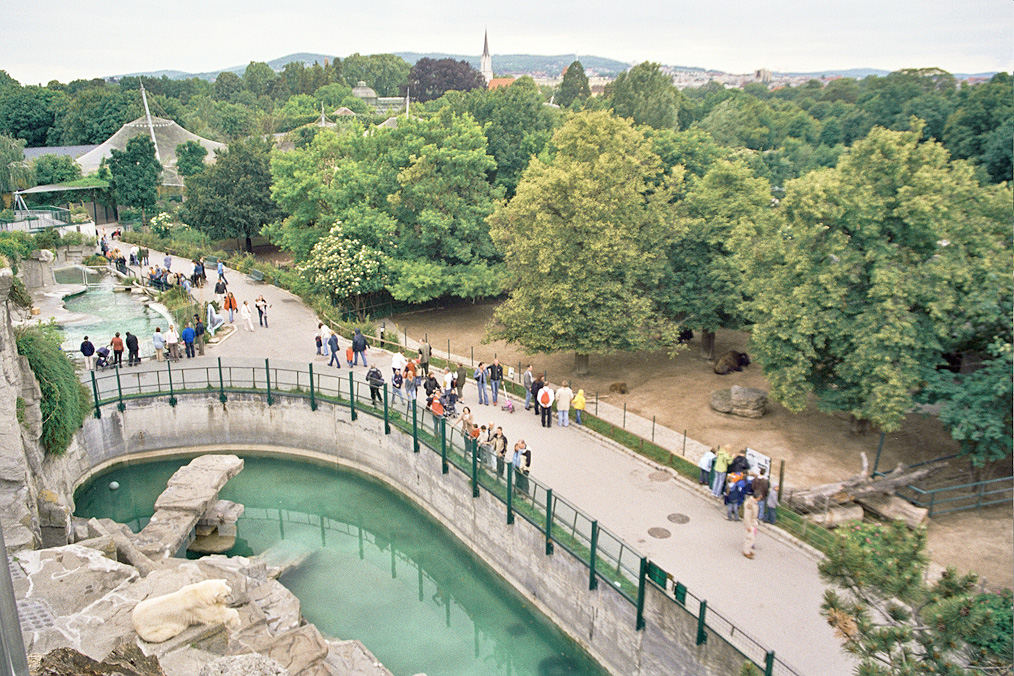
Grădina Zoologică Schönbrunn

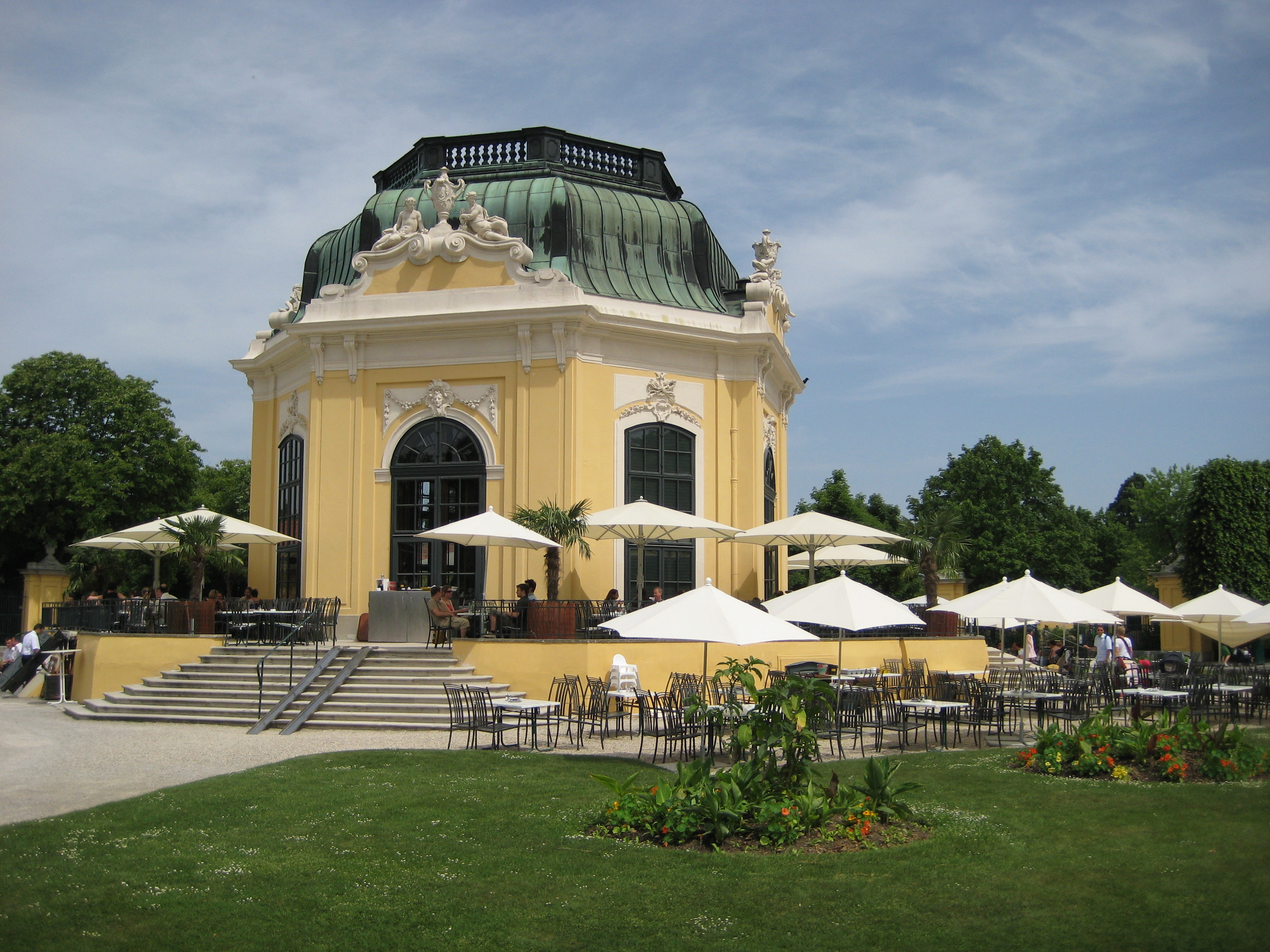
Pavilionul baroc

Grădina Zoologică de la Schönbrunn a fost inaugurată în anul 1752 de Franz I. Stephan von Lothringen.
Este cea mai veche grădină zoologică din lume și printre cele mai moderne și bine amenajate habitate artificiale ale lumii. A fost înființată în parcul reședinței de vară a dinastiei habsburgice, lângă Palatul Schönbrunn, și a devenit publică în 1778.
Grădina Zoologică Schönbrunn se află în patrimoniul mondial UNESCO din 1996. 
Datorită numeroaselor inovații, renovări și extinderi, aceasta se află la nivel mondial, încă de la sfârșitul secolului al XX-lea, între cele mai moderne și populare grădini zoologice.
În 1989 era atât de deficitară, încât consiliul local și-a pus problema închiderii grădinii. În cele din urmă s-a înființat o societate pe acțiuni, care a preluat integral gestionarea financiară, proprietar rămânând consiliul local. În 1992 s-a extins cu 5 ha, ajungând la aria actuală de 17 ha. 
Colecția cuprinde cca. 390 specii și 4500 de indivizi. Numărul vizitatorilor a fost de 2.000.000 (50% copii) în 2003, dar au avut parte de vreme frumoasă toată primăvara și vara și de două senzații: a sosit o pereche de urși panda și urșii koala. Chiar și așa, grădina nu este fezabilă din punct de vedere financiar și are nevoie continuă de sponsorizări și alte surse financiare. 
Schema radial-concentrică de la intrare este cea originală, la fel ca și pavilionul baroc din centru (Pavilionul micului dejun). Această dispunere folosește foarte eficient terenul, cu adăpostul către exteriorul cercului și țarcul deschis către centru – țarcurile sunt largi și fiind vizual una în continuarea celeilalte, din centru dau impresia de foarte mult loc. Deplasarea se poate face mult mai comod, clar, repede, vizitatorul întotdeauna știe unde se află.

## Atracții
- Pavilionul pădurii tropicale
- Parcela dedicată Americii de Sud
- Pavilionul ORANG.erie (unde se află orangutanii)

Grădina zoologică este faimoasă și pentru plantele tropicale din Borneo: orhidee multicolore, păduri de mangrove, plantații de orez în miniatură.